# 16179 Jeloka
16179 Jeloka este o planetă minoră (asteroid), cu un diametru de 10,611 km, din centura de asteroizi. A fost descoperită pe 4 ianuarie 2000 la Experimental Test Site⁠(d) de Lincoln Near-Earth Asteroid Research. 
Obiectul prezintă o orbită caracterizată de o semiaxă mare de 3,1352621 UAi, o excentricitate de 0,12, o înclinație de 0,28861 ° în raport cu ecliptica.